# Eleições estaduais em Roraima em 1998
As eleições estaduais em Roraima em 1998 ocorreram em 4 de outubro como parte das eleições gerais no Distrito Federal e em 26 estados. Foram eleitos o governador Neudo Campos, o vice-governador Flamarion Portela e o senador Mozarildo Cavalcanti, além de oito deputados federais e vinte e quatro estaduais. Como nenhum candidato a governador obteve a metade mais um dos votos válidos, um segundo turno aconteceu em 25 de outubro e segundo a Constituição, o governador seria eleito para um mandato de quatro anos a começar em 1º de janeiro de 1999.
Eleito em 1994 com o apoio de Ottomar Pinto, o governador Neudo Campos rompeu com o antecessor, entrou no PPB e fortaleceu o próprio grupo político tendo como adversários o prefeito de Boa Vista, Ottomar Pinto, e o senador Romero Jucá, representados por Marluce Pinto e Teresa Jucá na disputa pelo Palácio Senador Hélio Campos, mas a despeito disso o chefe do Executivo conseguiu prevalecer em segundo turno. Nascido em Boa Vista e graduado em Engenharia Civil na Universidade Federal do Pará, Neudo Campos é empresário da Construção Civil e tornou-se o primeiro governador a ser reeleito na história de Roraima. Contudo, Neudo Campos renunciou em 5 de abril de 2002 para disputar uma cadeira de senador e o poder foi entregue ao então vice-governador Flamarion Portela.
Na eleição para senador a vitória coube a Mozarildo Cavalcanti.

## Resultado da eleição para governador
Com informações do Tribunal Superior Eleitoral.

### Primeiro turno
| Candidatos a governador do estado | Candidatos a vice-governador | Número | Coligação                                                         | Votação | Percentual |
| --------------------------------- | ---------------------------- | ------ | ----------------------------------------------------------------- | ------- | ---------- |
| Neudo Campos PPB                  | Flamarion Portela PPB        | 11     | Roraima em Ação (PPB, PL, PDT, PSD, PST, PSL, PTN, PAN, PGT, PPS) | 54.652  | 47,49%     |
| Teresa Jucá PSDB                  | José Mozart Pinheiro PFL     | 45     | Compromisso com Roraima (PSDB, PFL, PSC, PRP, PCdoB)              | 48.612  | 39,90%     |
| Marluce Pinto PMDB                | Joaquim Maior Neto PMDB      | 15     | Trabalho e Oportunidade para Todos (PMDB, PTB, PMN)               | 13.840  | 11,36%     |
| José Fábio Martins da Silva PT    | Flávio Bezerra PT            | 13     | Roraima para Todos (PT, PSB, PV)                                  | 1.521   | 1,25%      |

### Segundo turno
Com informações do Tribunal Superior Eleitoral.
| Candidatos a governador do estado | Candidatos a vice-governador | Número | Coligação                                                    | Votação | Percentual |
| --------------------------------- | ---------------------------- | ------ | ------------------------------------------------------------ | ------- | ---------- |
| Neudo Campos PPB                  | Flamarion Portela PPB        | 11     | Roraima em Ação (PPB, PL, PDT, PSD, PST, PSL, PTN, PAN, PGT) | 67.889  | 54,21%     |
| Teresa Jucá PSDB                  | José Mozart Pinheiro PFL     | 45     | Compromisso com Roraima (PSDB, PFL, PSC, PRP)                | 57.352  | 45,79%     |

## Resultado da eleição para senador
Com informações do Tribunal Superior Eleitoral.
| Candidatos a senador da República | Candidatos a suplente de senador | Número | Coligação                                                    | Votação | Percentual |
| --------------------------------- | -------------------------------- | ------ | ------------------------------------------------------------ | ------- | ---------- |
| Mozarildo Cavalcanti PPB          | Ângelo Celeste PDT José Lélis -  | 11     | Roraima em Ação (PPB, PL, PDT, PSD, PST, PSL, PTN, PAN, PGT) | 44.652  | 37,42%     |
| Chhai Kwo Chheng PV               | Não disponível -                 | 43     | Roraima para Todos (PV, PSB, PT, PCdoB)                      | 28.429  | 23,82%     |
| Getúlio Cruz PSDB                 | Não disponível -                 | 45     | Compromisso com Roraima (PSDB, PFL, PSC, PRP)                | 22.555  | 18,90%     |
| Otília Natalia Pinto Latge PTB    | Não disponível -                 | 14     | Trabalho e Oportunidade para Todos (PMDB, PTB, PMN)          | 21.781  | 18,25%     |
| João Alberto Noro PRTB            | Não disponível -                 | 28     | Renova Roraima (PRTB, PTdoB)                                 | 1.923   | 1,61%      |

## Deputados federais eleitos
São relacionados os candidatos eleitos com informações complementares da Câmara dos Deputados.

Representação eleita
  PPB: 4
  PSDB: 2
  PMDB: 1
  PTB: 1

| Número | Deputados federais eleitos | Partido | Votação | Percentual | Cidade onde nasceu   | Unidade federativa |
| 1147   | Airton Cascavel            | PPB     | 15.234  | 12,06%     | Capanema             | Paraná             |
| 4545   | Luciano Castro             | PSDB    | 13.189  | 10,45%     | Fortaleza            | Ceará              |
| 1123   | Almir Sá                   | PPB     | 10.362  | 8,21%      | Paranavaí            | Paraná             |
| 1144   | Luis Barbosa               | PPB     | 8.912   | 7,06%      | Lavras da Mangabeira | Ceará              |
| 1512   | Alceste Almeida            | PMDB    | 8.239   | 6,53%      | Manaus               | Amazonas           |
| 1122   | Robério Araújo             | PPB     | 7.058   | 5,59%      | Boa Vista            | Roraima            |
| 1414   | Chico Rodrigues            | PTB     | 6.192   | 4,90%      | Recife               | Pernambuco         |
| 4578   | Salomão Cruz               | PSDB    | 5.253   | 4,16%      | Boa Vista            | Roraima            |

## Deputados estaduais eleitos
Estavam em jogo 24 cadeiras na Assembleia Legislativa de Roraima.

Representação eleita
  PPB: 5
  PDT: 5
  PSL: 4
  PFL: 3
  PMDB: 3
  PTB: 2
  PSDB: 2

Fonteː
| Número | Deputados estaduais eleitos | Partido | Votação | Percentual | Cidade onde nasceu     | Unidade federativa |
| 11111  | Aurelina Medeiros           | PPB     | 3.503   | 2,95%      | Morada Nova            | Ceará              |
| 11188  | Chico Guerra                | PPB     | 2.708   | 2,28%      | Caracaraí              | Roraima            |
| 11180  | Édio Lopes                  | PPB     | 2.642   | 2,22%      | Presidente Epitácio    | São Paulo          |
| 17456  | Célio Wanderley             | PSL     | 2.622   | 2,21%      | Boa Vista              | Roraima            |
| 17123  | Jalser Renier               | PSL     | 2.533   | 2,13%      | Boa Vista              | Roraima            |
| 17777  | Berinho Bantim              | PSL     | 2.334   | 1,96%      | Boa Vista              | Roraima            |
| 17258  | Mecias de Jesus             | PSL     | 2.317   | 1,95%      | Graça Aranha           | Maranhão           |
| 11234  | Henrique Machado            | PPB     | 2.160   | 1,82%      | Rio de Janeiro         | Rio de Janeiro     |
| 11211  | Barac Bento                 | PPB     | 1.890   | 1,59%      | Boa Vista              | Roraima            |
| 25123  | Iradilson Sampaio           | PFL     | 1.674   | 1,41%      | São José do Egito      | Pernambuco         |
| 12512  | Augusto Iglesias            | PDT     | 1.655   | 1,39%      | Ponta Porã             | Mato Grosso do Sul |
| 12545  | Raul Prudente de Moraes     | PDT     | 1.629   | 1,37%      | Rio de Janeiro         | Rio de Janeiro     |
| 15133  | Rosa Rodrigues              | PMDB    | 1.522   | 1,28%      | Manaus                 | Amazonas           |
| 12444  | Gelb Pereira                | PDT     | 1.487   | 1,25%      | Boa Vista              | Roraima            |
| 14123  | Urzeni Rocha                | PTB     | 1.474   | 1,24%      | Itapuranga             | Goiás              |
| 12366  | Suzete de Macedo Oliveira   | PDT     | 1.442   | 1,21%      | Normandia              | Roraima            |
| 15111  | Francisco Assis da Silveira | PMDB    | 1.406   | 1,18%      | Itapagipe              | Minas Gerais       |
| 14234  | Erci de Moraes              | PTB     | 1.371   | 1,15%      | Cachoeira do Sul       | Rio Grande do Sul  |
| 15123  | Helder Grossi               | PMDB    | 1.338   | 1,12%      | Caratinga              | Minas Gerais       |
| 12012  | Ângelo Paiva Moura          | PDT     | 1.306   | 1,10%      | Boa Vista              | Roraima            |
| 25300  | Sebastião da Silva          | PSDB    | 1.075   | 0,90%      | Pilõezinhos            | Paraíba            |
| 45688  | Sérgio Ferreira             | PSDB    | 1.048   | 0,88%      | Boa Vista              | Roraima            |
| 25678  | Homero de Souza Cruz Neto   | PFL     | 1.015   | 0,85%      | Teresina               | Piauí              |
| 25456  | Vera Regina Silveira        | PFL     | 992     | 0,83%      | Sant'Ana do Livramento | Rio Grande do Sul  |